# Fiesta Nacional de la Noche más Larga
La Fiesta Nacional de la Noche más Larga se celebra el 21 de junio de cada año en Ushuaia, Tierra del Fuego, Argentina.
La noche más larga del año se produce por el solsticio de invierno en el hemisferio sur, en la noche del 21 de junio; por lo que también se tiene el día más corto del año, donde el sol estará sobre el horizonte aproximadamente desde las 10 h hasta las 17 h. Para muchas culturas ha sido de gran importancia reconocer el inicio de las estaciones del año en provecho de las actividades relacionadas con la agricultura y la cacería, para saber cual era el mejor momento para sembrar y cosechar, o el movimiento migratorio de los animales.
Nació en la década del 70 pero fue reconocida como Fiesta Nacional en 1986. La celebración se extiende durante tres días, desde el 20 hasta el 22 de junio.

## Actividades
Las actividades se desarrollan en polideportivos, centros de jubilados, centros culturales, y adhieren a la celebración museos, restaurantes y pubs. Participan  artistas nacionales y locales y visitantes que llegan de otras zonas de la provincia y del país y del exterior. Algunas de las actividades: trabajos de escultura en hielo y nieve, espectáculos musicales y teatrales, muestras pictóricas.
- Ritual de la quema de los obstáculos o impedimentos.

Se trata de anotar en un papel los obstáculos o impedimentos que han impedido cumplir objetivos. Durante el solsticio se enciende una gran fogata en la que deberá ser arrojado el papel con los impedimentos detallados. 
- Marcha con  antorchas: es una caminata con antorchas alrededor de la bahía Encerrada, que culmina con un espectáculo de fuegos artificiales.[1][2][3][4]

## Historia
En la edición 2014 de la Fiesta Nacional de la Noche Más Larga se presentó la cantante de folklore Suna Rocha y además, se hicieron presentes los artistas de “T4NGO +” y los bailarines Silvia Toscano y Andrés Sosa.
La noche central y apertura oficial de la edición 2025 de la Fiesta de la Noche Más Larga contó con la presencia destacada de ABEL PINTOS y el espectáculo Kaitek – El Resplandor de la Luna –. Durante el resto de las jornadas se llevaron a cabo actividades populares descentralizadas en distintos espacios de Ushuaia con la presencia de artistas locales y regionales. 